# NGC 5698
NGC 5698 is een balkspiraalstelsel in het sterrenbeeld Ossenhoeder. Het hemelobject werd op 16 mei 1787 ontdekt door de Duits-Britse astronoom William Herschel.

## Synoniemen
- UGC 9419
- MCG 7-30-38
- ZWG 220.37
- IRAS 14352+3840
- PGC 52251